# Robert Gardos
Robert Gardos (ur. 16 stycznia 1979 w Budapeszcie) – austriacki tenisista stołowy.
Członek kadry narodowej i olimpijskiej Austrii w tenisie stołowym. Zawodnik hiszpańskiego klubu tenisa stołowego CTM Cajagranada (klub ten bierze udział w rozgrywkach Ligi Mistrzów, obecnie jest sponsorowany przez niemiecką firmę tenisa stołowego Tibhar, a także gra w nim Władimir Samsonow). Jest sponsorowany przez japońską firmę tenisa stołowego Butterfly (do 2003 był sponsorowany przez niemiecką firmę tenisa stołowego Joola). Mieszka w Zril w Austrii.
- Miejsce w światowym rankingu ITTF:[1]
- Styl gry: praworęczny, obustronny atak topspinowy w półdystansie, z nastawieniem na siłę i rotację

## Sprzęt
- Deska: Werner Schlager Carbon (OFF+)
- Okładziny: Bryce Speed (grubość podkładu: 2.1mm; po obu stronach)

## Osiągnięcia
- Brązowy medalista Mistrzostw Europy w grze pojedynczej w 2008
- Złoty medalista Mistrzostw Europy w grze podwójnej w 2012
- Srebrny medalista Mistrzostw Europy w turnieju drużynowym z reprezentacją Austrii w 2005
- 3-krotny brązowy medalista Mistrzostw Europy w turnieju drużynowym z reprezentacją Austrii w 2008, 2009 i 2011
- 4.miejsce na Letnich Igrzyskach Olimpijskich w turnieju drużynowym z reprezentacją w 2008
- 3.miejsce w rozgrywkach Ligi Mistrzów z klubem CTM Cajagranada w 2008
- Brązowy medalista Mistrzostw Austrii w grze pojedynczej w 2002